# Delottococcus proteae
Delottococcus proteae är en insektsart som först beskrevs av Hall 1937.  Delottococcus proteae ingår i släktet Delottococcus och familjen ullsköldlöss. Inga underarter finns listade i Catalogue of Life.